# سوآماتوسی
سوآماتوسی (به لاتین: Soamatasy) یک منطقهٔ مسکونی در ماداگاسکار است که در Ivohibe District واقع شده‌است.
 سوآماتوسی  ۳٬۰۰۰ نفر جمعیت دارد و ۹۹۲ متر بالاتر از سطح دریا واقع شده‌است.